# Apamea denticulosa
Blepharita flavistigma là một loài bướm đêm trong họ Noctuidae.